# Parsonsia grandiflora
Parsonsia grandiflora är en oleanderväxtart som beskrevs av D.J. Middleton. Parsonsia grandiflora ingår i släktet Parsonsia och familjen oleanderväxter. Inga underarter finns listade i Catalogue of Life.